# Operacija Kindertransport
Operacija Kindertransport (srp. Transport dece) bila je jedna od organizovanih spasilačkih aktivnost antifašista u osvit Drugog svjetskog rata, devet meseci pre njegovog izbijanja, tokom 1938. i 1939. godine. Zahvaljući ovoj akciju u Ujedinjeno Kraljevstvo vozovima i brodovima prebačeno i tako spašeno od sigurne smrti oko 10.000 jevrejske dece iz Nemačke, Austrije, Čehoslovačke, Poljske i Slobodnog grada Danciga. Operacija je organizovana na molbu roditelja koji su tražili od organizatora da odvedu njihovu decu i tako ih spasu stradanja u Nemačkim koncentracionim logorima.
Deca su po dolasku u Ujedinjeno Kraljevstvo smeštena u hraniteljske domove, hostele, škole i farme. Među ovom decom najviše je bilo jedinih članova njihovih porodica koji su preživeli holokaust.
Jedan broj spašene dece (nakon što su napunili 18 godina života) pridružio se oružanim snagama u Velikoj Britaniji, i na taj način aktivno uključiio u borbu protiv Nacističke Nemačke.
Smatra se da je između 20% i 25% svih onih koji su uključeni u projekat Kindertransport kasnije napustilo Ujedinjeno Kraljevstvo i emigriralo u Ameriku ili Kanadu.

## Preduslovi
Odmah po dolasku Adolfa Hitlera na vlast u Nemačkoj 1933. godine njegova nacistička vlada pokrenula je kampanju progona Jevreja. Za nekoliko meseci desetine hiljada Jevreja napustilo je Nemačku. Ali ubrzo emigracija je značajno usporena jer je dobijanje viza postalo nemoguća.
U nastojanju da se izbori sa problemom izbeglica - ili tačnije - pitanjem stradanja Jevreja zarobljenih u Hitlerovom Rajhu, medan broj zemlja bio je spremne da pomogne ovim ljudima i pruži im utočište. U tom smislu održana je prva konferencija koju je predložio predsednik Ruzvelt u francuskom turističkom gradu Evian. Konfernciji su prisustvovali  predstavnici trideset zemalja. Evijanska konferencija počela je 6. jula 1938. i trajala osam dana. Na kraju, uprkos velikim obećanjima, Konferencija se pokazala neefikasnom, pošto je većina zemalja i dalje odbijala prihvatanje novih imigranata. Posle razmatranja različitih potencijalnih mogućnosti za rešavanje ovog problema, učesnici su mogli samo da se slože da se kasnije ponovo sastanu.
Predratni progona Jevreja dostiglo je vrh sa pogromom od 9. i 10. novembra 1938. godine, poznatom kao Kristalna noć ("Noć razbijenog stakla"), kada su nemački i austrijski nacisti ubili skoro sto Jevreja, izvršili nasilje i sadistička mučenja nad hiljadama Jevreja. Nasilje je izvršeno i nad 267 sinagaga i drugih zgrada jevrejske zajednice, desetine hiljada jevrejskih prodavnica i kuća, doj je oko 30.000 jevrejskih muškaraca uhapšeno i poslato u koncentracione logore.
Čak i nakon ovih dogadjaja, vrlo mali broj zemalja bilo je spremno da prihvati jevrejske izbjeglice. Za ovako ponašanje, ceo svet snosi krivicu, a SAD su jedan od najgorih prestupnika.
Do početka Drugog svetskog rata, kada su granice bile zatvorene, Jevrejima je ipak bilo dozvoljeno da napuste domovinu (iako im nije bilo dozvoljeno da sa sobom nose bilo kakvu imovinu ili novac), a Jevreji koji su bili zarobljeni u Rajhu pokušali su da pronađu zemlju koja bi ih pustila da se u nju usele.

## Istorija
Kao odgovor na događaje od 9. do 10. novembra, britanski jevrejski odbor za izbeglice pozvao je poslanike na raspravu koja je održana u Domu obeda. Već postojeći odbori za pomoć Jevrejima u Britaniji nakon ove sednice počeli su da menjajući fokus sa pitanja emigracije u spasavanje. I pored toga što je Britanska vlada odbila da dozvoli da 10.000 jevrejske dece uđe u Palestinu, zverstva u Nemačkoj i Austriji, i upornost zagovornika za spašavanje izbeglica i velike simpatija pojedinaca na nekim visokim mestima. Izložena brojnim pritiscima vlada je da dozvoli neodređenom broju dece mlade od 17 godina da uđe u Veliku Britanija. Dogovoreno je da se deci dodele privremeni putnii dokumenti, sa idejom da se oni ponovo pridruže roditeljima kada je kriza u Rajhu okonča.
Za svako deete je moralo biti obezbeđeno pedeset funti i "osigurano mesto njihovog krajnjeg preseljenje." Deca su trebala putovati u zapečaćenim vozovima.
Prvi voz krenuo je 1. decembra 1938. godine, manje od mesec dana nakon Kristalne noći; a poslednji 1. septembra 1939. - samo dva dana pre ulaska Velike Britanije u rat, koji je ujedno i označio kraj programa. Do tada je otputovalo oko 10.000 dece.

### Organizacije i pojedinici
Kindertransport je neformalno nosio naziv operacija za spašavanje, a zapravo je bio pokret u kojem su učestvovale mnoge organizacije i pojedinci. Kindertransport je bio jedinstven po tome što su u okviru pokreta jedinstveno delovali Jevreji, Kvekeri i hrišćani mnogih veroispovesti na spasavanju prvenstveno jevrejske dece.
Mnogi sjajni ljudi bili su angažovani u ovom pokretu. Navodimo neke od njih: 
- Lola Hahn-Varburg, koja je postavila okvir spasavanja 1933. godine, dok je još uvek bila u Nemačkoj;
- Lord Baldvin, autor poznate apelacije britanske savesti;
- Rebecca Sieff, Sir Vindham Deeds, Viscount Samuel; Rabin Solomon Schoenfeld, koji su spasili blizu 1.000 pravoslavne dece;
- Nicholas Vinton, koji je spasio skoro 700 češke dece;
- Profesor Bentvich, organizator holandskog puta za bekstvo;
- Kuaker Bertha Bracei i Jean Hoare (rođak Sir Samuel Hoare), koja je sama realizovala planove za spasavanje dece iz Praga;
- Truus Vijsmuller-Meijer holandski hrišćanin koji se suočio sa Ajhmanom u Beču i organizovao za 600 dece u jednom vozu, prevoz iz Rige u Švedsku i pomogao da se grupa dece na ilegalan način brodom Dora preveze od Marseja do Palestine.

- Zaslužni pojedinici
- Beatrice Wellington
- Bill Barazetti
- Marie Schmolkova
- Doreen Warriner
- Trevor Chadwick

## Spoljašnje veze
- (језик: енглески) The Kindertransport Association Архивирано на веб-сајту  (8. новембар 2017)